# Seu Estrabó
Luci Seu Estrabó (en llatí: Lucius Seius Strabo o llatí: Lucius Aelius Strabo) va ser un cavaller romà que era prefecte del pretori al final de l'època d'August i a inicis del regnat de Tiberi.
El primer any amb Tiberi, va agafar al seu fill Luci Eli Sejà com a lloctinent. Després d'un any, Tiberi el va enviar com a governador a Egipte i el seu fill va assolir el comandament únic dels pretorians i va arribar a tenir un gran poder. Un altre fill seu, Luci Seu Tuberó, va ser cònsol sufecte l'any 18 amb Germànic Cèsar.